# Verzorgingsplaats Varakker
Verzorgingsplaats Varakker is een Nederlandse verzorgingsplaats, gelegen aan de noordzijde van de A15 Bemmel-Europoort tussen afritten 36 en 35 in de gemeente Neder-Betuwe.
Op de verzorgingsplaats is het restaurant De Goudreinet gevestigd.
Aan de andere kant van de snelweg ligt verzorgingsplaats Overbroek.
Richting Bemmel:
Staeldiep · 
Portland · 
Ridderkerk · 
Steenenhoek · 
Veenbult · 
Molenkamp · 
De Mark · 
Overbroek · 
Leigraaf
Richting Maasvlakte:
Varakker ·
Eigenblok ·
Den Bout · 
Alblasserdam